# آئوری بوکسا
آئوری بوکسا (انگلیسی: Aauri Bokesa؛ زادهٔ ۱۴ دسامبر ۱۹۸۸) ورزشکار ورزش دو و میدانی اهل اسپانیا است که در ماده دوی ۴۰۰ متر تخصص دارد. او نماینده تیم ملی اسپانیا در رقابت‌های بین‌المللی مانند مسابقات قهرمانی اروپا و بازی‌های المپیک بوده است. بوکسا در ابتدا به عنوان یک بازیکن بسکتبال فعالیت داشت و برای تیم‌های لیگ برتر بسکتبال زنان اسپانیا بازی کرد، اما بعدها تمرکز خود را به دو و میدانی معطوف کرد. او به دلیل سرعت، استقامت و توانایی تطبیق‌پذیری در ورزش‌های مختلف شناخته می‌شود.